# Dioscorea mayottensis
Dioscorea mayottensis är en enhjärtbladig växtart som beskrevs av Paul Wilkin. Dioscorea mayottensis ingår i släktet Dioscorea och familjen Dioscoreaceae. Inga underarter finns listade i Catalogue of Life.
Denna växt förekommer endemisk på den franska ön Mayotte som ingår geografisk i ögruppen Komorerna. Exemplar registrerades nära havet och till 450 meter över havet. Dioscorea mayottensis kan ingå i ganska torra buskskogar samt i torra och fuktiga skogar.
Beståndet hotas av bränder, torka och röjningar. IUCN listar arten som sårbar (VU).